# Itamarandiba
Itamarandiba là một đô thị thuộc bang Minas Gerais, Brasil. Đô thị này có diện tích 2736,096 km², dân số năm 2007 là 31883 người, mật độ 11 người/km².